# رجنلد مکلی
رجنلد مکلی (به انگلیسی: Reginald Macaulay) بازیکن فوتبال زادهٔ ۲۴ اوت ۱۸۵۸ اهل کشور انگلستان بود که سابقهٔ بازی در تیم ملی فوتبال انگلستان را در کارنامهٔ خود دارد. وی در تاریخ ۱۲ مارس ۱۸۸۱ تنها بازی ملی خود را در مقابل تیم ملی فوتبال اسکاتلند انجام داد.